# Joe Funk
Joseph T. Funk dit Joe Funk (Los Angeles, c. 1914 — Santa Cruz (Californie), 1981) est un lithographe, sculpteur, peintre muraliste et enseignant américain.
Funk a notamment travaillé comme maître-graveur au Tamarind Lithography Workshop, à Kanthos Press et à Joseph Press.

## Biographie

### Jeunesse, guerre, et formation artistique
Joe Funk naît à Los Angeles, en Californie, vers 1914. Ses parents étaient des immigrants polonais et allemands.

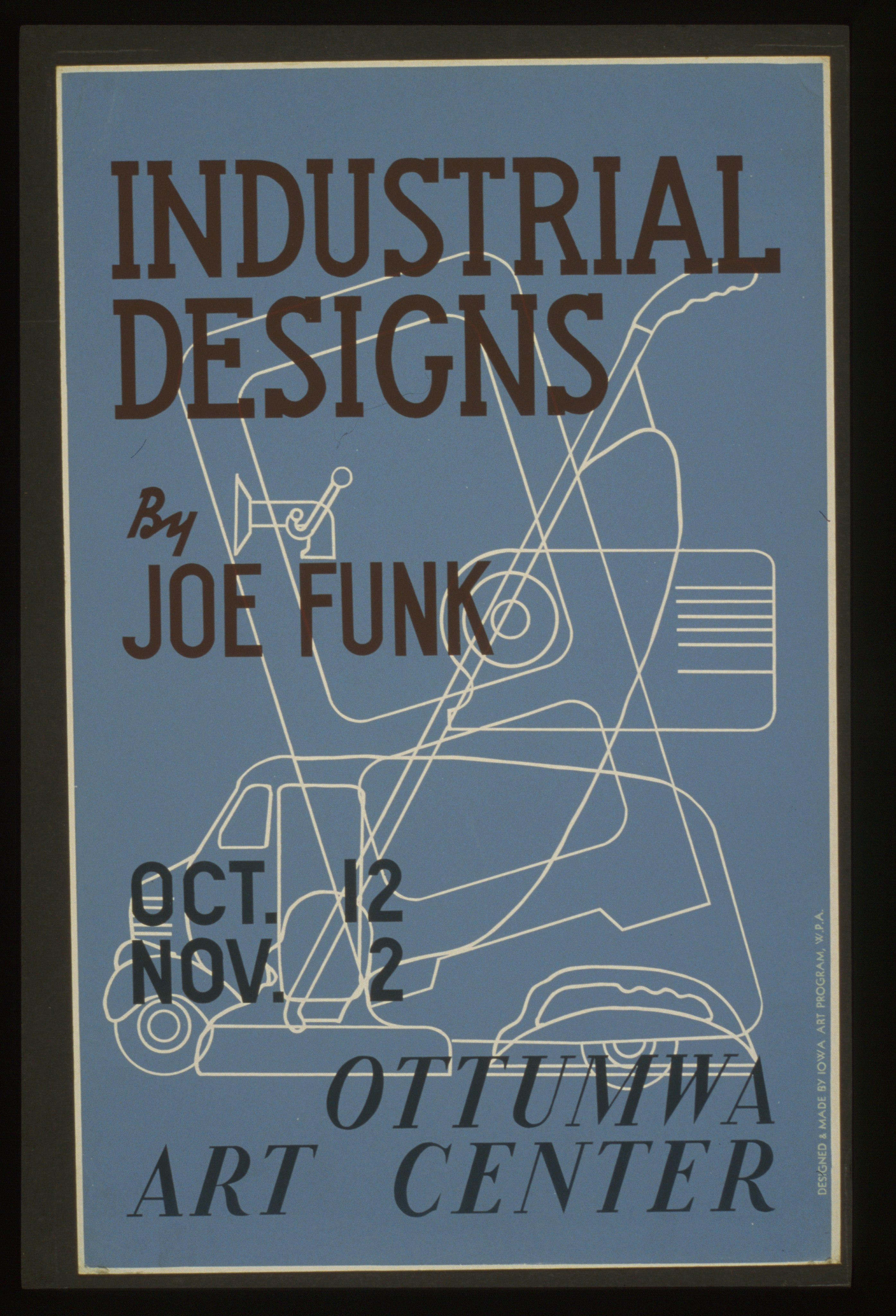
Affiche du Federal Art Project pour une exposition de design industriel de Joe Funk (1940).

Dans sa jeunesse à Los Angeles, Funk s'intéresse à l'art et étudie à l'Otis College of Art and Design et au Chouinard Art Institute.
Il travaille sur plusieurs peintures murales à travers Los Angeles dans le cadre de la Works Progress Administration.
Quand la Seconde Guerre mondiale éclate, Funk s'engage dans l'armée américaine de 1943 à 1946 en Corée et à Okinawa en tant que mécanicien et instructeur d'artillerie lourde anti-aérienne, magasinier, et artiste/publicitaire/concepteur graphique pour des événements spéciaux à la Compagnie du Quartier Général, pour la guerre de Corée. À l'Université de l'Armée américaine en Corée, il est instructeur en dessin au crayon. C'est pendant son séjour en Corée qu'il développe un intérêt à vie pour l'art asiatique. En 1964, il devient copropriétaire de Joseph Press, aux côtés de Joseph Zirker. Chez Joseph Press, il est graveur pour Sam Francis, Arnold Belkin et Rico Lebrun.
Grâce au G.I. Bill après la guerre de Corée, il obtient une maîtrise en beaux-arts à l'université de Californie du Sud.

### Carrière
Dans les années 1950, Funk rencontre Lynton Richards Kistler et travaille à l'atelier de Kistler à Los Angeles, l'une des seules presses lithographiques ouvertes sur la côte ouest à l'époque. Il y travaille avec Clinton Adams et Jan Stussy (en), notamment,, et pendant son apprentissage, Funk imprime pour de nombreux artistes célèbres, tels que Jean Charlot, Man Ray, Max Ernst, Emerson Woelffer (en) et June Wayne.
Lorsque June Wayne ouvre le Tamarind Lithography Workshop à Los Angeles en 1960, elle offre la première bourse d'imprimeur Tamarind à Funk, de juillet 1960 à juillet 1961,. Au Tamarind, il travaille aux côtés de Garo Antreasian à l'impression de lithographies pour les artistes invités et à la formation de futurs graveurs. Après Tamarind, Funk devient maître-imprimeur chez Kanthos Press, de 1961 à 1962. Chez Kanthos Press, il imprime pour les artistes Ed Ruscha, José Luis Cuevas et Aubrey Schwartz (d). En 1964, il devient copropriétaire de Joseph Press, aux côtés de Joseph Zirker. Chez Joseph Press, il est imprimeur pour Sam Francis, Arnold Belkin et Rico Lebrun.
De 1962 à 1964, Funk enseigne au Chouinard Art Institute.

À la fin des années 1960, Funk crée une société à but non lucratif à Venice (Los Angeles), appelée Joseph Graphics. Il y forme des apprentis graveurs et imprimeurs et imprime pour de nombreux artistes, dont Joyce Treiman (en) et Daniel Owen Stolpe (en). C'est à cette époque que Joe a commencé à créer des sculptures avec des objets trouvés tels que des plumes, des os, du cuir, des bouts de ferraille, du fil de fer, du tissu, du papier, du bois, du plastique, des morceaux de céramique, des roches, des coquillages et de nombreux autres petits et grands morceaux de divers matériaux artificiels et organiques. Il a appelé ces sculptures Funk Icons.

À la fin des années 1970, il contribue à plusieurs projets de fresques murales à Los Angeles, financés par les subventions du Comprehensive Employment and Training Act (en).

### Dernières années
Joe Funk passe ses deux dernières années à vivre avec un cancer. Pendant cette période, Dan Stolpe rassemble toutes ses œuvres et son matériel et emmène Funk vivre avec lui à Santa Cruz (Californie), où tous deux développent le programme et les installations de gravure de Native Images. Quelques semaines avant sa mort, Joe Funk donne l'ensemble de ses œuvres à Native Images — un corpus qui représente ses 50 années en tant qu'artiste.
Joe Funk meurt à le 2 février 1981 à Santa Cruz, laissant derrière lui deux filles.

## Postérité

### Impact
« Joe Funk a joué un rôle peu connu mais important dans le développement de la lithographie américaine au cours des années 1950 et 1960, d'abord comme assistant de Lynton Kistler, puis comme premier compagnon imprimeur de l'atelier de lithographie Tamarind à Los Angeles. À cette époque, l'impression lithographique de qualité ne tenait qu'à un fil aux États-Unis : contrairement à aujourd'hui, il n'y avait alors que très peu d'imprimeurs spécialisés connaissant le métier. Joe faisait partie de ce petit nombre, sans lequel la santé actuelle du média n'aurait pas pu être atteinte. Sa chaleur et sa bonne nature ont fait que c'était un plaisir de travailler avec lui. »

— Clinton Adams, directeur du Tamarind Institute.

### Conservation
Ses œuvres font partie de collections de plusieurs institutions muséales, notamment de l'Art Institute of Chicago, du Musée des Beaux-Arts de San Francisco, de la National Gallery of Art et du Smithsonian American Art Museum.